# آندرئا کالدروود
آندرئا کالدروود (انگلیسی: Andrea Calderwood؛ زادهٔ ۱ ژانویهٔ ۱۹۶۵) تهیه‌کننده تلویزیونی و تهیه‌کننده فیلم است.
از فیلم‌ها یا مجموعه‌های تلویزیونی که وی در آن‌ها نقش داشته‌است، می‌توان به هیمیش مکبث، چهره‌های کوچک، خانم براون، نسل‌کشی، شوهر ایده‌آل، شکارچی موش، درد بیهوده عشق، ادعا، حفره، هتل، محموله، آخرین پادشاه اسکاتلند، تحت‌تعقیب‌ترین مرد، خائن مورد نظر ما، زن جلو می‌رود و تعدی بر ما اشاره نمود.